# The Mastermind
The Mastermind är en amerikansk kriminalfilm som hade premiär på Cannes filmfestival den 23 maj 2025. Den är regisserad av Kelly Reichardt som även skrivit filmen manus.

## Handling
Filmen utspelar sig år 1970 och handlar om Mooney som tillsammans med två kumpaner går in på ett museum mitt på ljusa dagen och stjäl fyra tavlor. Men att behålla konsten visar sig vara svårare än att stjäla den. Mooney tvingas till ett liv på flykt.

## Rollista (i urval)
- Josh O'Connor - James Blaine Mooney
- Alana Haim - Terri Mooney
- John Magaro - Fred
- Hope Davis - Sarah Mooney
- Bill Camp - Bill Mooney
- Gaby Hoffmann - Maude
- Amanda Plummer
- Cole Doman - Larry Duffy
- Matthew Maher
- Rhenzy Feliz